# Chiesa di San Carlo Borromeo (Castelnovo del Friuli)
La chiesa di San Carlo Borromeo, o anche solo chiesa di San Carlo, è la parrocchiale di Paludea, frazione-capoluogo del comune sparso di Castelnovo del Friuli, in provincia di Pordenone e diocesi di Concordia-Pordenone; fa parte della forania di Spilimbergo.

## Storia
La prima citazione di una cappella a Paludea dedicata a san Carlo risale al 1653; essa è poi nuovamente menzionata in un testamento datato 15 febbraio 1692, in cui tale Antonio dell'Agnola le lasciò 15 ducati.
Dalla relazione della visita pastorale del vescovo di Concordia Giacomo Maria Erizzo si apprende che questa chiesetta, filiale della pieve di Travesio, era dotata di un solo altare e della sagrestia; il presule inoltre ordinò di risistemare e riparare la suppellettile ecclesiastica. Due anni dopo i fedeli fecero richiesta affinché la loro cappella diventasse sacramentale a causa della difficoltà di recarsi presso la matrice, ma non fu accolta.
Nel 1870, con l'erezione a parrocchiale della chiesa di San Nicolò Vescovo di Vigna, Paludea confluì nella nuova parrocchia.
All'inizio del Novecento la chiesetta versa in pessime condizioni, tanto che nel 1914 minacciava ormai di crollare, ma nel primo dopoguerra il Genio militare provvide al restauro dell'edificio; nel 1922 fu concesso il fonte battesimale e il 16 novembre 1927 il vescovo Luigi Paulini elevò Paludea a curazia autonoma.
Nei primi anni trenta si decise di costruire una nuova chiesa e nel 1933 l'architetto Domenico Chiaradia presentò il progetto, successivamente integrato da Giacomo Della Mea. La cerimonia di posa della prima pietra si tenne nel 1934; l'edificio, che fu realizzato perpendicolarmente all'antico oratorio, venne eretto a parrocchiale il 2 novembre 1957 dal vescovo Vittorio De Zanche e poi consacrata il 27 novembre 1960.

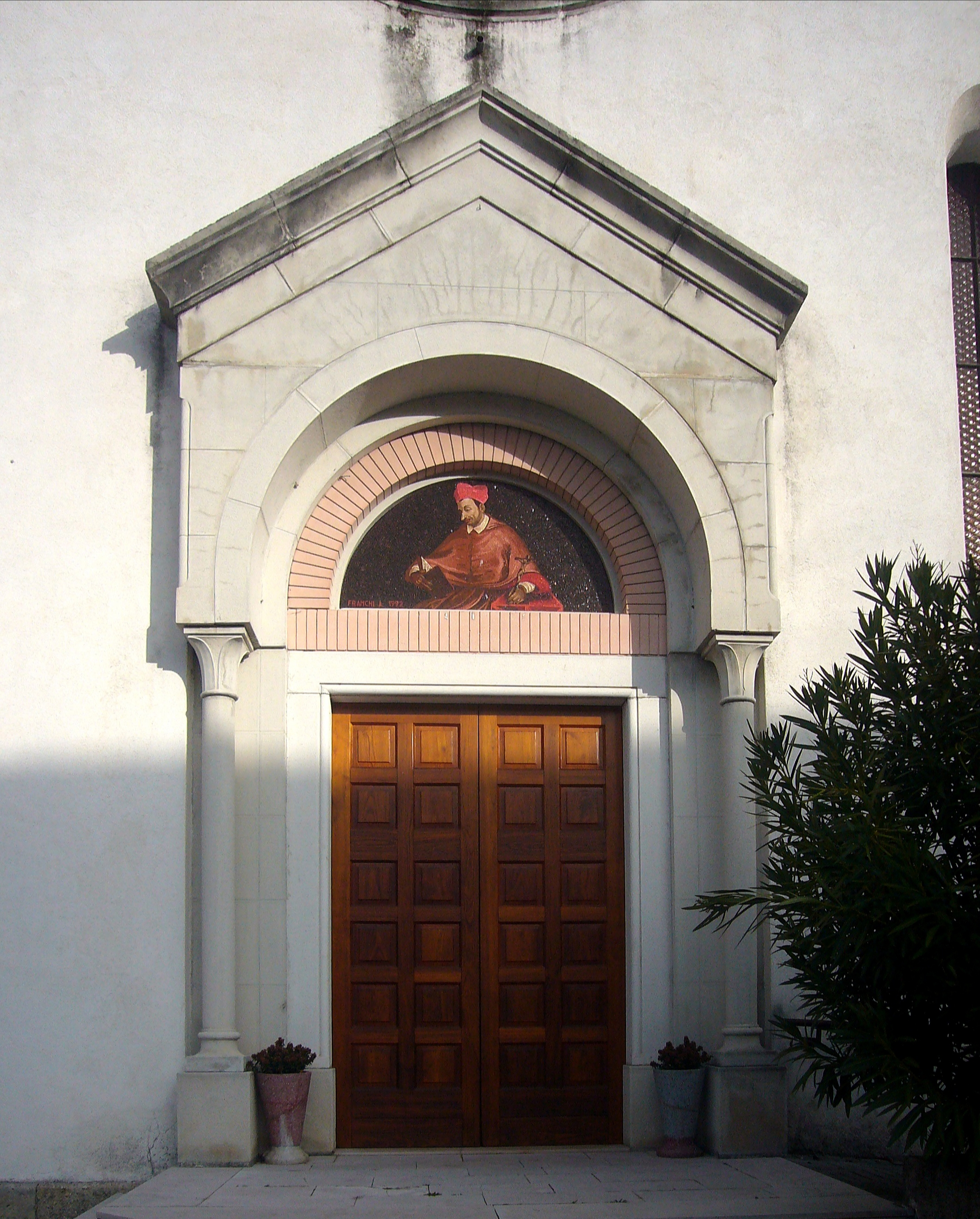
Il portale d'ingresso

In ossequio alle norme postconciliari, nel 1990 il luogo di culto fu dotato dell'ambone e dell'altare rivolto verso l'assemblea; successivamente, nel 2009 venne condotto un generale restauro, in occasione del quale si provvide anche a ripristinare il manto di copertura, a modificare l'impianto elettrico e quello di riscaldamento e a risistemare i serramenti.

## Descrizione

### Esterno
La facciata a capanna della chiesa, che volge a mezzogiorno, è scandita lateralmente da due paraste e presenta centralmente il portale d'ingresso, sormontato da una lunetta con una raffigurazione del patrono e protetto dal protiro, due alte finestre e il rosone.
Sul retro della parrocchiale si erge il tozzo campaniletto a base rettangolare, la cui cella presenta una trifora e una monofora ed è coperta dal tetto a quattro falde.

### Interno
L'interno dell'edificio si compone di un'unica navata, sulla quale si affacciano le cappellette laterali, introdotte da archi a tutto sesto, e la cui copertura è costituita dalle capriate lignee sorreggenti il tetto a due falde; al termine dell'aula si sviluppa il presbiterio, rialzato di alcuni gradini, delimitato da balaustre e chiuso dall'abside poligonale a tre lati.
Qui sono conservate diverse opere di pregio, tra le quali la statua della Madonna, realizzata da Valentino Panciera Besarel, le due pale ritraenti rispettivamente la Madonna col Bambino tra San Floriano e San Biagio e la Madonna col Bambino con San Daniele e San Nicolò e la statua con soggetto San Daniele, scolpita nel 1514 forse dalla bottega del Pilacorte.